# 大倉長十郎
大倉 長十郎（おおくら ちょうじゅうろう、1925年（大正14年）6月24日 - 1985年（昭和60年）9月16日）とは、能楽囃子方、小鼓方大倉流能楽師。小鼓方大倉流十五世宗家、大鼓方大倉流宗家預り。本名は大倉正二（おおくら しょうじ）。
大阪市出身。幼少時から父の長右衛門（小鼓方大倉流十三世宗家）に師事。1968年（昭和43年）宗家を継承、大倉長十郎宣喜（ - のぶよし）を襲名。大阪を拠点に活動し、大阪市文化祭芸術賞・大阪府芸術祭賞・大阪市民文化祭賞などを受賞、東京でも活躍した。能楽囃子方の小鼓で当代随一の評価を受けていた。
長男が大倉正之助（大鼓方大倉流）、次男が大倉源次郎（小鼓方大倉流十六世宗家、大鼓方大倉流宗家預り）。

## 役職等
- 1965年（昭和40年）日本能楽会会員（重要無形文化財保持者（総合認定））
- 能楽協会理事・日本能楽会理事

## DVD

### 演能作品
- 能楽名演集1 観世流「井筒」観世寿夫 宝生閑 藤田大五郎 大倉長十郎 瀬尾乃武、NHKエンタープライズ
- 能楽名演集2 宝生流「羽衣」野口兼資／「綾鼓」高橋進 近藤乾之助 森茂好 野村万作 藤田大五郎 大倉長十郎 安福春雄 観世元信、NHKエンタープライズ

### 一調
- 能楽名演集1「仕舞独吟一調舞囃子集」／一調一声『三井寺』友枝喜久夫 大倉長十郎、NHKエンタープライズ
- 能楽名演集2「仕舞一調舞囃子集」／一調『橋弁慶』大西信久 大倉長十郎、NHKエンタープライズ